# 賽鵝圖
賽鵝圖（Game of the Goose），是出現於十六世紀歐洲的擲賽遊戲，通常使用兩顆骰子，決定代表鵝的棋子的前進步數，途中若抵達某些特定格子有特定規定，以抵達終點為勝利。
棋盤稱為鵝園，分成六十三格，每格画有客店、骷髅、桥、盘陀路等图案。第一和第六十三格各画一只鹅，从第九格起每隔九格又有一格画有鹅。走到一格时则按照格中图案所指示的方法走步。客店表示暫停一回；骷髅表示从头另起；鹅表示进两步。通常有赌金，停在某些格子上要罚钱。

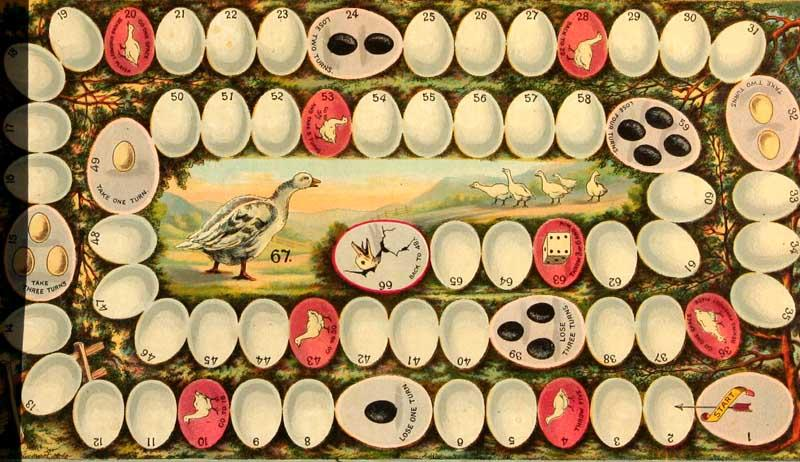
法國版本的賽鵝圖

## 历史
这项游戏的起源并不确定，有人认为起源于意大利，并且受到了其他螺旋形棋盘游戏的启发。根据棋盘游戏历史学者的研究，这项游戏的最早记录出现在1480年道明会修士加布里埃尔·达·巴列塔的一本布道书中。15世纪，赛鹅图被主要认为是一种赌博游戏。直到17世纪，赛鹅图以多种形式广泛流传于诸多欧洲国家。
一种说法认为，赛鹅图曾作为托斯卡纳大公弗朗切斯科一世在1574年到1587年的某次礼物送给了西班牙国王腓力二世。1597年6月，约翰·沃尔夫将赛鹅图作为“最新最好玩的赛鹅图游戏”（the newe and most pleasant game of the goose）加入了书商工会登记册。苏格兰国王詹姆斯六世曾在1602年命令其画师詹姆斯·沃克曼制作赛鹅图棋盘。
这项游戏的商业生产历史悠久，有人认为它是第一种现代棋盘游戏。直到19世纪，赛鹅图仍被作为儿童游戏售卖。
最古老的赛鹅图棋盘收藏于纽约的大都会艺术博物馆。这件棋盘在玩法设计方面体现了15世纪意大利的影响。但是，其木质，象牙和黄金的材料结构却与16世纪的北印度相似。且其象牙镶嵌工艺被认为出自古吉拉特工匠之手。这块棋盘符合最经典的游戏样式，但在危格上却略有所出入。